# Rádio Jornal do Fundão
A “Rádio Jornal do Fundão”, foi uma emissora pertencente ao Jornal do Fundão, iniciou as suas transmissõe, em regime experimental em 1989, tendo sido oficialmente inaugurada a 27 de Janeiro de 1990, data comemorativa do aniversário do JF que nesse ano e nesse dia, homenageou Jorge Sampaio como o Homem do Ano.
A rádio surge como um meio estratégico para alargar o poder intervencionista do jornal, ao mesmo tempo que pretende ser uma rádio local ao serviço do meio onde está inserida, privilegiando uma camada etária mais jovem e que pretende alargar os seus horizontes. Dando grande destaque à informação local e regional, a Rádio Jornal do Fundão tinha como objectivo ser uma rádio informativa possuindo uma grelha de programas que se completa com grande incidência musical, de forma a satisfazer todos os seus ouvintes. Em Setembro de 1996  torna-se uma empresa independente do Jornal constituindo-se em Sociedade por Quotas onde o principal accionista era director do Jornal do Fundão. Rádio Jornal do Fundão tinha uma parceria com a TSF-Rádio Notícias emitindo em cadeia alguma da sua programação.
Suspendeu as suas emissões a 31 de julho de 2012.